# Hastula celidonota
Hastula celidonota é uma espécie de gastrópode do gênero Hastula, pertencente a família Terebridae.